# Gharb-Chrarda-Béni Hssen
Gharb-Chrarda-Béni Hssen era una delle 16 Regioni del Marocco, istituita nel 1997 e soppressa nel 2015.
La regione, al 2009, comprendeva le province di:
- Provincia di Kenitra
- Provincia di Sidi Kacem
- Provincia di Sidi Slimane